# Mesogona nigriuscula
Mesogona nigriuscula là một loài bướm đêm trong họ Noctuidae.